# Barbara Babcock
Pour les articles homonymes, voir Babcock.
Barbara Babcock est une actrice américaine, née le 27 février 1937 à Pasadena (Californie).

## Biographie
Bien qu'elle soit née aux États-Unis, Barbara Babcock passe une grande partie de son enfance à Tokyo, au Japon, car son père, Conrad Stanton Babcock Jr., est général dans l'armée américaine d'occupation. Elle apprend à parler le japonais avant l'anglais.
Barbara Babcock étudie à l'université de Lausanne en Suisse et à l'université italienne de Milan. Elle suit également des cours à l'École de Mlle Porter et est diplômée du Collège de Wellesley. Elle est une camarade de classe d'Ali MacGraw.

## Filmographie

### Cinéma
- 1968 : Day of the Evil Gun : Angie Warfield
- 1969 : Au paradis à coups de revolver (Heaven with a Gun) de Lee H. Katzin : Mrs. Andrews
- 1973 : Le Dernier Match : Team Owner
- 1974 : Chosen Survivors : Lenore Chrisman
- 1980 : Flics-Frac ! (The Black Marble) : Madeline Whitfield
- 1981 : Back Roads : Rickey's Mom
- 1983 : La Loi des seigneurs (en) (The Lords of Discipline) : Abigail
- 1985 : Engrenage mortel (That Was Then... This Is Now) : Mrs. Douglas
- 1989 : Happy Together : Ruth Carpenter
- 1989 : Les Années copain (Heart of Dixie) de Martin Davidson : Coralee Claibourne
- 1992 : Horizons lointains (Far and Away) : Nora Christie
- 2000 : Space Cowboys : Barbara Corvin

### Télévision
- 1966 : Star Trek : épisode Échec et Diplomatie : Mea 3
- 1968 : Star Trek (série télévisée) : épisode Mission : Terre : Voix de l'ordinateur Beta 5(non créditée)
- 1968 : Star Trek : épisode Le Piège des Tholiens : Voix de Loskene
- 1968 : Star Trek : épisode Les Descendants : Philana
- 1968 : Mission impossible : épisode The Cardinal : Major Maria Felder
- 1969 : Mannix : Saison 2-épisode 09 J'ai besoin d'un ami (The Need of a Friend) : Gloria
- 1969 : Mannix : Saison 3-épisode 05 Minuit (A Question Of Midnight)
- 1970 : Papa Schultz : Maria Schmidt (3 épisodes)
- 1971 : 1994: Un enfant, un seul (The Last Child) : Shelley Drumm
- 1976 : C'est déjà demain ("Search for Tomorrow") : Gwen Delon (1976)
- 1976 : Starsky et Hutch : épisode S1 Ep19 Le Tigre d'Omaha : Helen Forbes
- 1977 : Christmas Miracle in Caufield, U.S.A. : Rachel Sullivan
- 1978 : L'Âge de Cristal (Épisode 12) : Marianne
- 1978-1982 : Dallas : Liz Craig
- 1979 : Survival of Dana : Lorna Sims
- 1979 : Les Vampires de Salem (Salem's Lot) : June Petrie
- 1982 : Memories Never Die : Louise Lowry
- 1983 : Quarterback Princess (en) de Noel Black : Judy Maida
- 1984 : The Four Seasons : Lorraine Elliot
- 1984 : Scandale au pénitencier (Attack on Fear) : Jane Dutton
- 1985 : Arabesque (saison 1, épisode 16 : Les durs ne meurent pas) : Priscilla Daniels
- 1986 : Arabesque (saison 2, épisode 21 : Meurtre masqué) : Roslyn Gardner
- 1986 : Mr. Sunshine : Mrs. June Swinford
- 1986 : News at Eleven : Joanna Steckler
- 1987 : The Law and Harry McGraw : 'Ellie Maginnis
- 1990 : Perry Mason: The Case of the Poisoned Pen : Martha Robertson
- 1990 : Papy Joe (A Family for Joe) : Miss Quinn Collins
- 1992:  Arabesque (saison 8, épisode 22 : Jessica aux pays des jouets) : Meredith Delaney
- 1993 : Fugitive Nights: Danger in the Desert : Rhonda Devon
- 1993 : Docteur Quinn, femme médecin (Dr Quinn, Medicine Woman) : Dorothy Jennings
- 1996 : L'Homme qui nous a trahies (A Mother's Instinct) : Mrs. Mitchell
- 1997 : Childhood Sweetheart? : Rose Carlson
- 1998 : USMA West Point
- 1999 : A Vow to Cherish : Ellen Brighton
- 1999 : Dr. Quinn Medicine Woman: The Movie
- 2000 : Le Caméléon : Edna Raines
- 2002 : Maman, je suis seul contre tous (Home Alone 4) : Molly